# Francesco Casella
Francesco Casella (Carona, ... – ...; fl. XVI secolo) è stato uno scultore italiano.

## Biografia

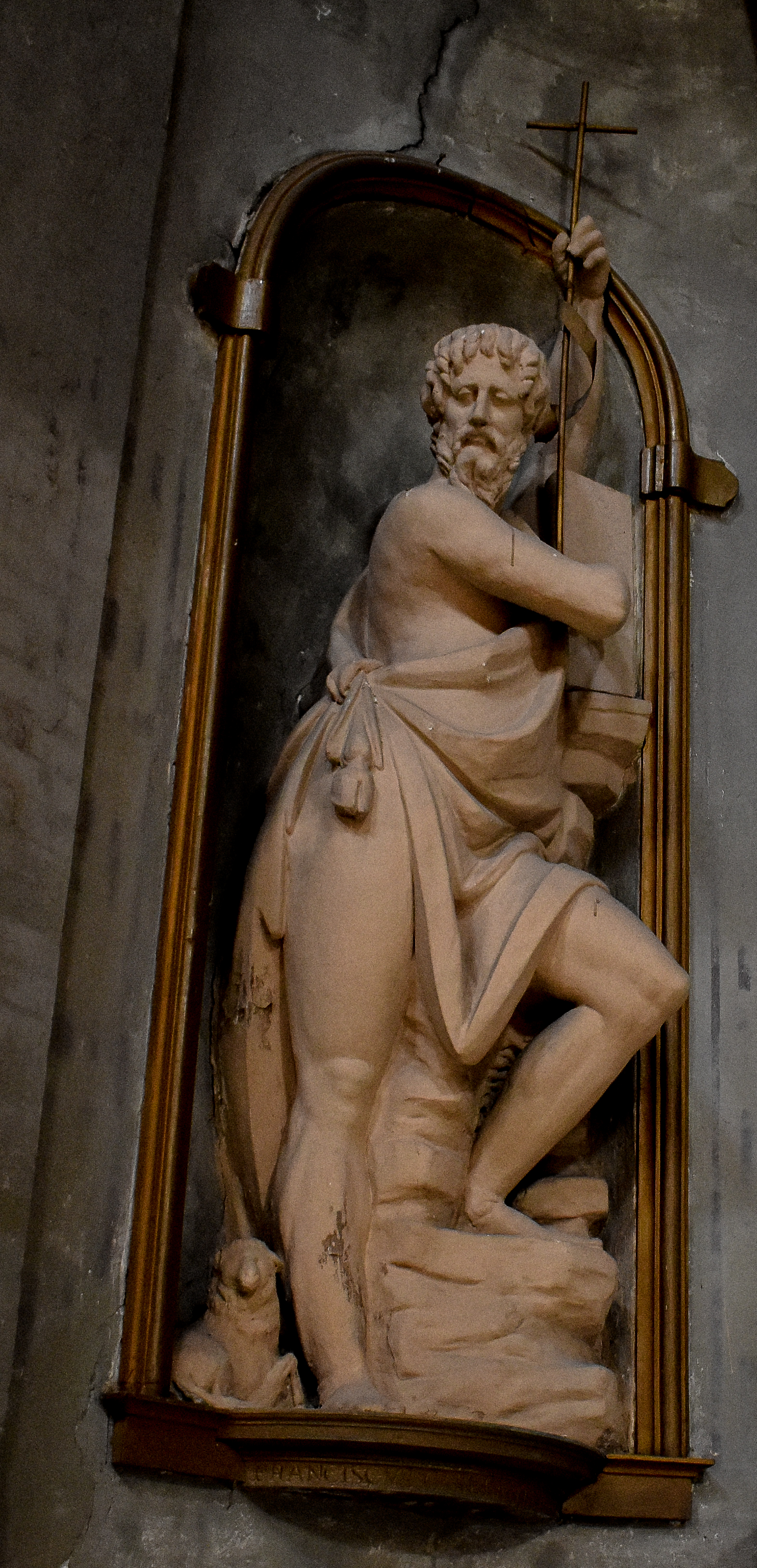
San Giovanni Battista nella chiesa di San Paolo, a Ferrara

Le informazioni certe sullo scultore bergamasco Casella sono scarse, anche se è noto che operò sia in Umbria, nel perugino, ed è confermata la sua presenza nella zona di Ferrara nel 1598.
Per la località estense ha realizzato alcune statue come il Profeta (in terracotta) o Sibilla (uno stucco) in stile manierista, sebbene si possano riscontrare caratteristiche che anticipano il barocco (1590-1610).
Troviamo Casella attivo a Todi (anni 1570-86) dove contribuì alla decorazione del Tempio di Santa Maria della Consolazione e gli sono attribuite delle statue realizzate a Venezia tra il 1588 e il 1591 per la Libreria sansoviniana, ora nota come Biblioteca nazionale Marciana.